# Kostiranna
Kostiranna – wieś w Estonii, w prowincji Harju, w gminie Jõelähtme.